# Positive Noise
Positive Noise war eine schottische New-Wave- und Synthie-Pop-Band Anfang der 1980er Jahre. Ihre Mitglieder waren Fraser Middleton, Graham Middleton, Les Gaff, Ross Middleton und Russell Blackstock. Die Musik war elektronisch geprägt. Die Band wurde von John Peel zweimal zu Sessions eingeladen, am 19. August 1980 und 16. März 1981, und produzierte insgesamt drei Alben.

## Diskografie
Alben
- 1981: Heart of Darkness (Statik Records)
- 1982: Change of Heart (Statik Records)
- 1985: Distant Fires (Statik Records)

Singles
- 1981: Give Me Passion
- 1981: Charm
- 1981: Positive Negative
- 1981: Love Like Property
- 1982: Waiting for the Seventh Man
- 1982: Get Up and Go
- 1983: When Lightning Strikes
- 1984: A Million Miles Away
- 1985: Distant Fires